# تحسين النسل النازي

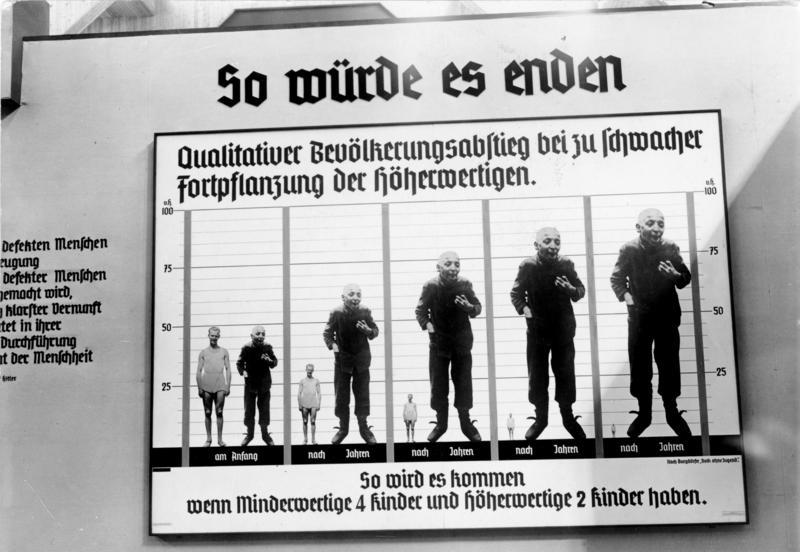
"ملصق معلومات" من معرض عجائب الحياة في برلين عام 1935

تحسين النسل النازي (بالألمانية: Nationalsozialistische Rassenhygiene)‏ «الاشتراكي الوطني لنظافة العنصرية» كانت القائمة العنصرية للسياسات الاجتماعية التي وضعت لتحسين البيولوجي الجنس الآري أو الجرمانية «الإنسان الأعلى» السباق الرئيسي من خلال تحسين النسل في مركز الأيديولوجية النازية. في ألمانيا، كانت معروفة في الغالب بتحسين النسل تحت مصطلح مرادف النظافة العرقية، وبعد الحرب العالمية الثانية اختفت واستُبدلت بها الوراثة البشرية (بالألمانية: Humangenetik)‏.
كانت أبحاث تحسين النسل في ألمانيا قبل وأثناء الفترة النازية_ مماثلة لتلك التي في الولايات المتحدة ولا سيما في كاليفورنيا التي كانت مستوحاة من نظيرتها الألمانية بشكل كبير، ومع ذلك فقد برز بشكل كبير تحت قيادة أدولف هتلر عندما بدأ أنصار النازيين الأثرياء الاستثمار بكثافة. شكلت البرامج لاحقًا لتكمل السياسات العنصرية النازية.
عاش أغلب هؤلاء البشر المستهدفين للتدمير بموجب سياسات تحسين النسل النازية في مؤسسات خاصة تديرها الدولة التي حددّت على أنها «حياة لا تستحق الحياة» (بالألمانية: Lebensunwertes Leben)‏، فشملت السجناء والأشخاص الذين يعانون من إعاقات خلقية وبدنية، بما في ذلك الأشخاص الذين كانوا «ضعيفي التفكير» والصرع والفصام والاكتئاب الهوسي والشلل الدماغي والحثل العضلي والصمم والمكفوفين والمثليين. عُقّم أكثر من 400.000 شخص رغما عنهم، بينما قُتل ما يصل إلى 300.000 شخص في إطار برنامج عملية تي4، وهو برنامج القتل الرحيم. في يونيو 1935، أصدر هتلر وحكومته قائمة من سبعة مراسيم جديدة، وكان الرقم 5 لتسريع التحقيقات في عملية التعقيم.